# Kanał Głuchy

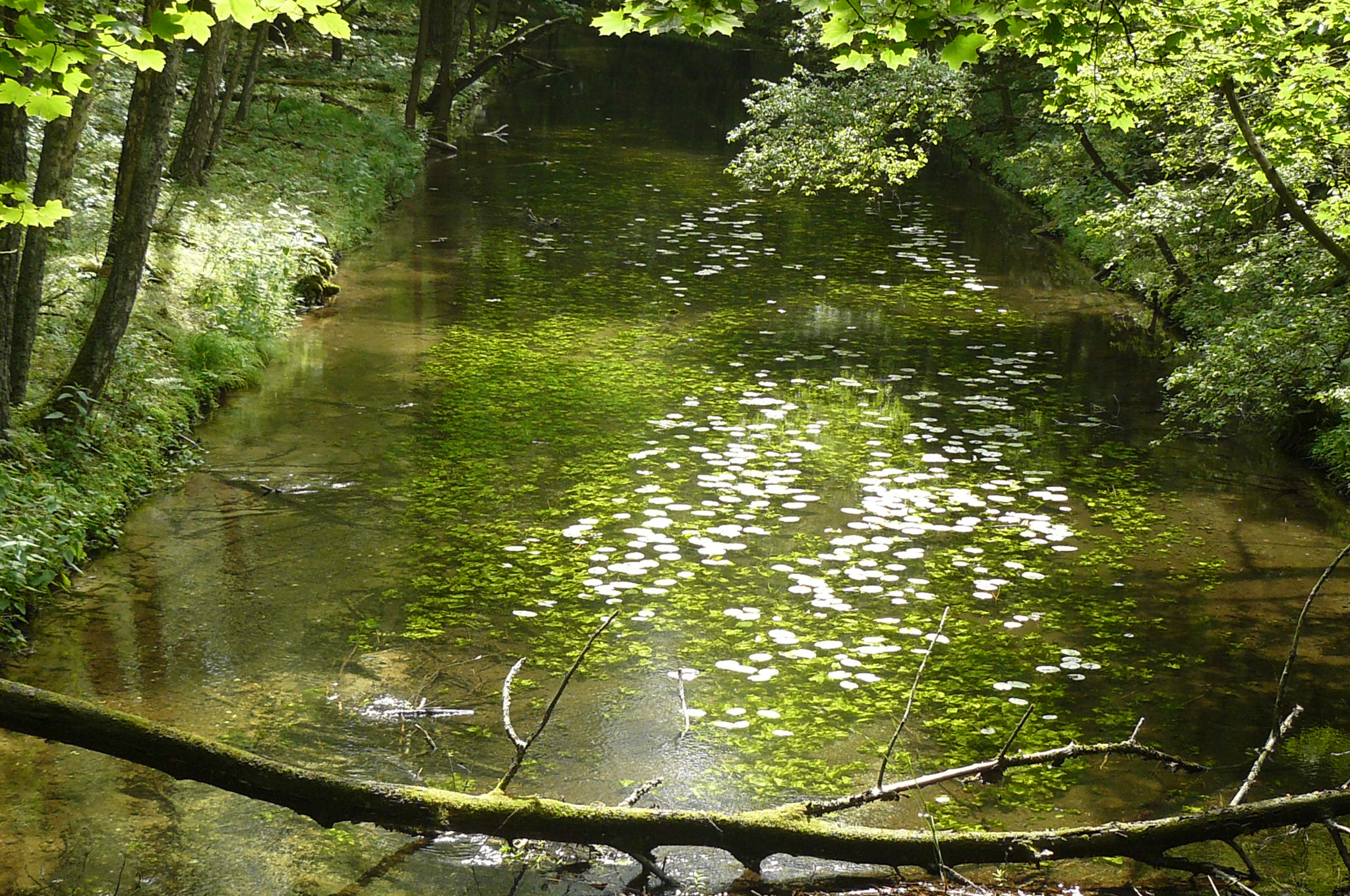
Kanał w rejonie jeziora Ostrowiec

Kanał Głuchy – kanał irygacyjny, zlokalizowany w większości na terenie Drawieńskiego Parku Narodowego, w pobliżu Głuska. Część poza parkiem narodowym znajduje się w jego eksklawie wokół Głuska.
Kanał długości około 6 kilometrów, został zbudowany w pierwszej połowie XIX wieku jako obiekt nawadniający stawy rybne w przysiółku Rybakówka, łąki nad Drawą, a także napędzający pompę wodociągu w Głusku. Inicjatorem budowy był Friedrich von Sydow, lokalny właściciel ziemski. Kanał poprowadzono od południowej odnogi jeziora Ostrowiec, która nosi nazwę Głuchego, na południe, głęboko wciętym wąwozem, wzdłuż prawego brzegu Płocicznej, do Rybakówki (stawy rybne). Tu skręca na północ, opływa od zachodu Głusko i kończy się na łąkach nad Drawą, które nawadniał. Obecnie służy głównie do nawadniania stawów rybnych w Rybakówce.